# Sznyty formatowe
Sznyty formatowe – znaki dla drukarza, umieszczone na arkuszu poza obszarem strony, podające gdzie należy papier obciąć na wymiar netto, lub też pokazujące gdzie należy wykonać bigowanie lub falcowanie. Sznyty dla formatu netto nanosi się automatycznie wybierając odpowiednią opcję w programie DTP, pozostałe sznyty nanosi w programie ręcznie. Sznyty są cienkimi kreskami, zazwyczaj o grubości rzędu 0,1-0,2 pt, a oddalone od formatu netto strony są zwykle na odległość rzędu 3-5 mm.